# Crataegus laneyi
Crataegus laneyi är en rosväxtart som beskrevs av Charles Sprague Sargent. Crataegus laneyi ingår i Hagtornssläktet som ingår i familjen rosväxter. Inga underarter finns listade i Catalogue of Life.